# Kathleen Heddle
Kathleen Joan Heddle (Trail, 27 novembre 1965 – Vancouver, 11 gennaio 2021) è stata una canottiera canadese.
In carriera ha vinto tre ori in tre diverse specialità e due diverse edizioni dei Giochi olimpici-
È morta l'11 gennaio 2021 all'età di 55 anni a causa di un tumore al seno.

## Palmarès

### Olimpiadi
- 4 medaglie:
  - 3 ori (Barcellona 1992 nel due di coppia; Barcellona 1992 nell'otto; Atlanta 1996 nel due senza)
  - 1 bronzo (Atlanta 1996 nel quattro senza)